# Казанцев, Борис Прокопьевич
Борис Прокопьевич Казанцев (род. 4 июля 1938, РСФСР, СССР — 30 янв.2023 г.Алма-Ата). Заслуженный тренер СССР (хоккей на траве), старший тренер сборной СССР (1989—1991).

## Биография
Воспитанник карагандинской хоккейной школы, в 1961 году в составе алма-атинского «Буревестника» стал мастером спорта СССР, в 1964 году в составе «Динамо» (Алма-Ата) — лучшим бомбардиром команды, а в 1966 году получил бронзовую медаль за третье место в чемпионате СССР (впервые среди казахстанских команд в игровых видах спорта). В 1970 году тренер Казанцев сыграл большую роль в выходе карагандинской команды по хоккею с мячом «Автомобилист» в высшую лигу чемпионата СССР, но наиболее ярко его тренерский талант раскрылся в области хоккея на траве.
Казанцев внёс значительный вклад в успехи динамовской команды из Алма-Аты и в целом в развитие летнего хоккея в СССР. В 1970-е—1980-е годы команда «Динамо» (Алма-Ата) была законодательницей мод в советском хоккее на траве, с 1981 года никого не подпуская к вершине пьедестала почета, имела высокий авторитет на международной арене и являлась эталоном хоккейного коллектива, на который равнялись все остальные советские команды. В 1983 году сборная СССР, в рядах которой выступали шестеро динамовцев Алма-Аты, стала призёром чемпионата Европы в голландском городе Амстелвен, а в 1986 году заняла четвёртое место на чемпионате мира в Лондоне. В этих достижениях есть немалая заслуга тренера Казанцева, являвшегося «правой рукой» старшего тренера «Динамо» и сборной СССР Э. Ф. Айриха. Когда в 1989 году Казанцев возглавил «Динамо» (Алма-Ата) в должности главного тренера, команда сохранила ведущую роль в стране, а также положение базового клуба сборной СССР. С именем Казанцева связаны первые выступления национальной сборной Республики Казахстан по хоккею на траве на международной арене. Всего Казанцевым подготовлено: по хоккею с мячом — 14 мастеров спорта СССР, по хоккею на траве — 8 заслуженных мастеров спорта СССР и 3 заслуженных мастера спорта Республики Казахстан, 22 мастера спорта международного класса (из них 15 человек были удостоены этого звания за победу в Кубке европейских чемпионов в 1983 году).